# Minthea reticulata
Minthea reticulata es una especie de escarabajo de la pólvora del género Minthea, categorizada en la tribu Lyctini, de la familia Bostrichidae. Fue descrita por Lesne en 1931.

## Distribución
Se distribuye por Europa: Reino Unido, América del Norte: Estados Unidos de América, Asia: Indonesia, Filipinas, Vietnam y Oceanía: Australia y Papúa Nueva Guinea.